# المسيحية في أبخازيا

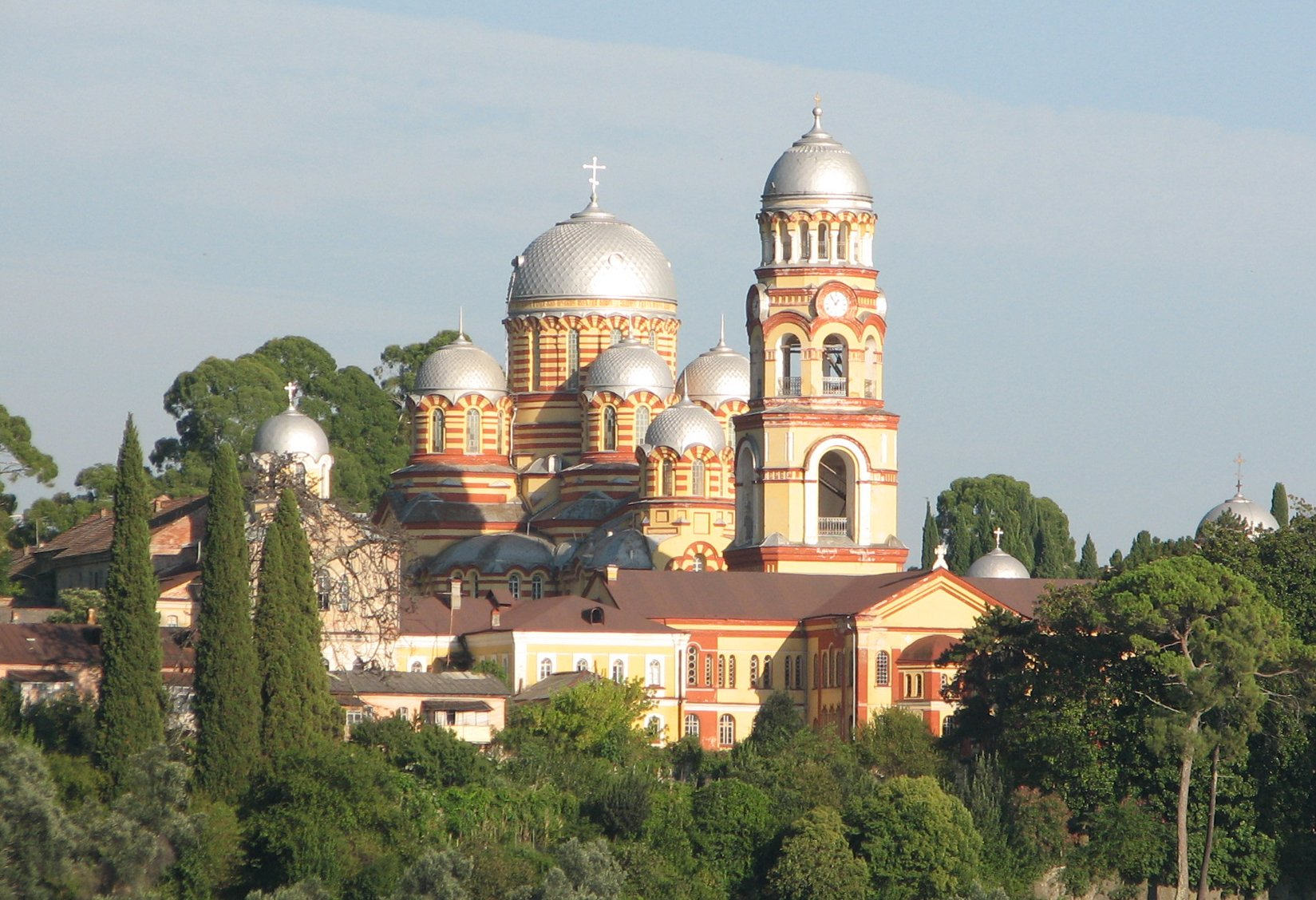
دير آثوس الجديدة في سوخومي.

المسيحية في أبخازيا هي أكثر الديانات انتشارًا، وفقًا لدراسة عقدت في عام 2003، تبيّن أن 60% من أفراد العينة بأنهم مسيحيون. في حين وفقاً لمنظمة الأمم والشعوب غير الممثلة تقدر نسبة أتباع الديانة المسيحية الأرثوذكسية بحوالي 75% من السكان. تعد كل الكنيسة الجورجية الرسولية الأرثوذكسية وكنيسة الأرمن الأرثوذكس أكبر الطوائف المسيحية في أبخازيا. هناك حوالي 140 كنيسة في أبخازيا، ومعظمها تعود إلى العصور الألفية الأولى. ويتبع معظم الأبخاز المسيحيَّة ديناً على مذهب الأرثوذكسية الشرقية، وتعمل الكنيسة الأبخازية الأرثوذكسية خارج التسلسل الهرمي الرسمي في الكنيسة الأرثوذكسية الشرقية، حيث أن جميع الكنائس الأرثوذكسية الشرقية تعترف في كون أبخازيا تابعة لاختصاص الكنيسة الجورجية الأرثوذكسية.

## تاريخ

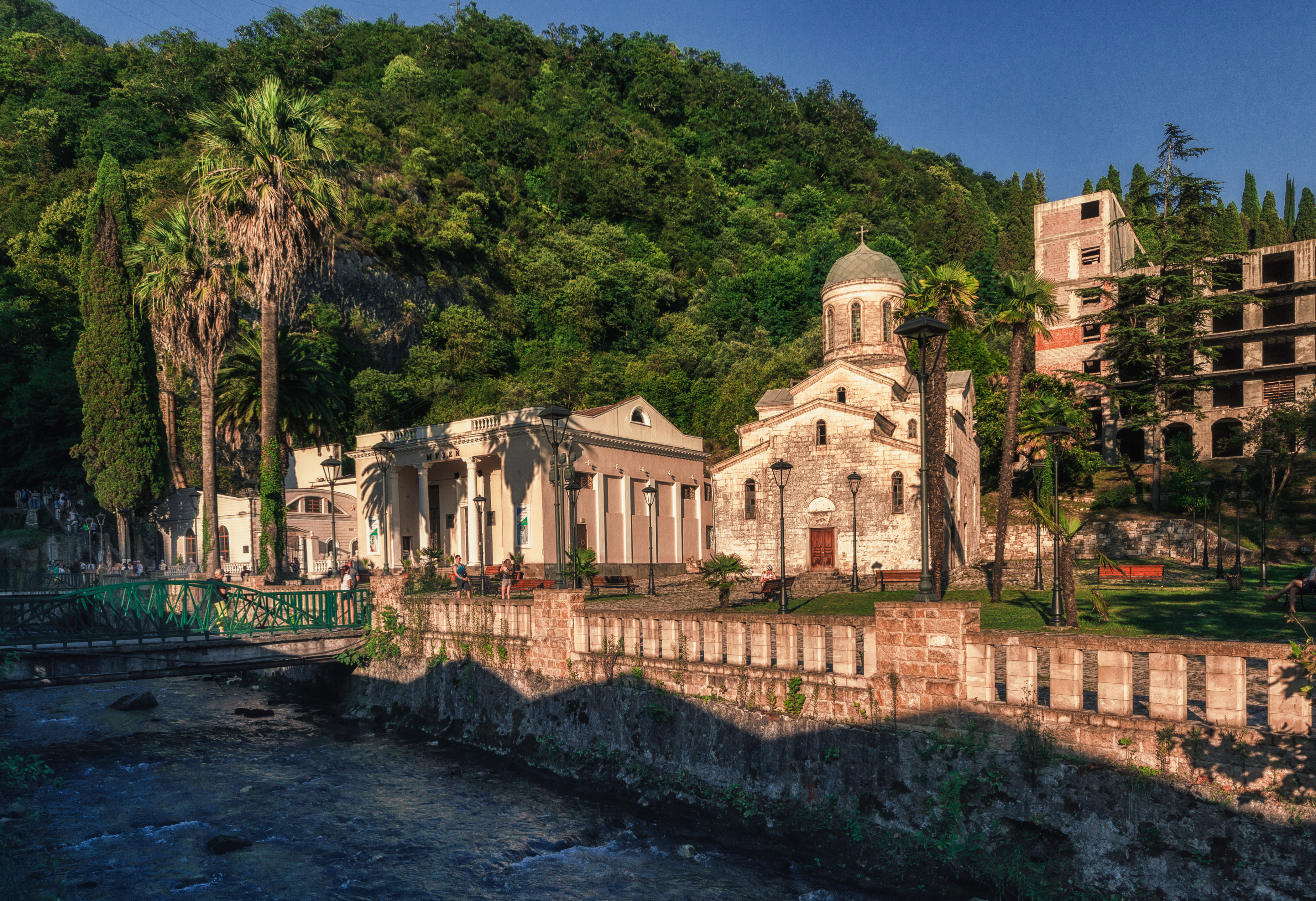
كنيسة القديس سمعان الكنعاني في جودوتا.

ينقسم الشعب الأبخازي بشكل أساسي بين المجتمعات المسيحية الأرثوذكسية والمسلمة السُنيّة (الحنفية)، وتسود المسيحيَّة بين الشعب الأبخازي في أبخازيا في حين يسود الإسلام بين الشعب الأبخازي في تركيا. على الرغم من أنَّ المعتقدات غير الإبراهيمية الأصليَّة كانت منشرة دائمًا. كان أول ظهور للدين المسيحي في شركيسيا وأبخازيا نتيجة لتبشير أندراوس في القرن الأول الميلادي. وفي عام 325 شارك أسقف بيتسوندا في المجمع المسكوني الأول في نيقية. وإنتشرت المسيحية بين الشركس في وقت لاحق بين القرن الرابع والسادس الميلادي تحت التأثير البيزنطي اليوناني ولاحقا من خلال الجورجيين بين القرن العاشر والقرن الثالث عشر. بالمقابل احتلت الإمبراطورية الرومانية مملكة لازيكا في القرن الأول الميلادي وحكمتها حتى القرن الرابع الميلادي، واستعادت بعدها قدراً من الاستقلال، لكنها بقيت داخل دائرة نفوذ الإمبراطورية البيزنطية. وعلى الرغم من أنه لم يتم تحديد الوقت الذي تم فيه تحويل سكان منطقة أبخازيا إلى المسيحية، فمن المعروف أنَّ تراتوفليوس مطران بيتسوندا شارك في المجمع المسكوني الأول عام 325 في نيقية. وأصبحت المسيحية الديانة السائدة بين الأبخاز في القرن السادس في عهد الإمبراطور البيزنطي جستينيان الأول، واستمر نفوذها في المنطقة تحت حكم ملوك جورجيا في العصور الوسطى العليا. وأدخل العثمانيين الدين الإسلامي إلى المنطقة في القرن السادس عشر.

### العصور الحديثة

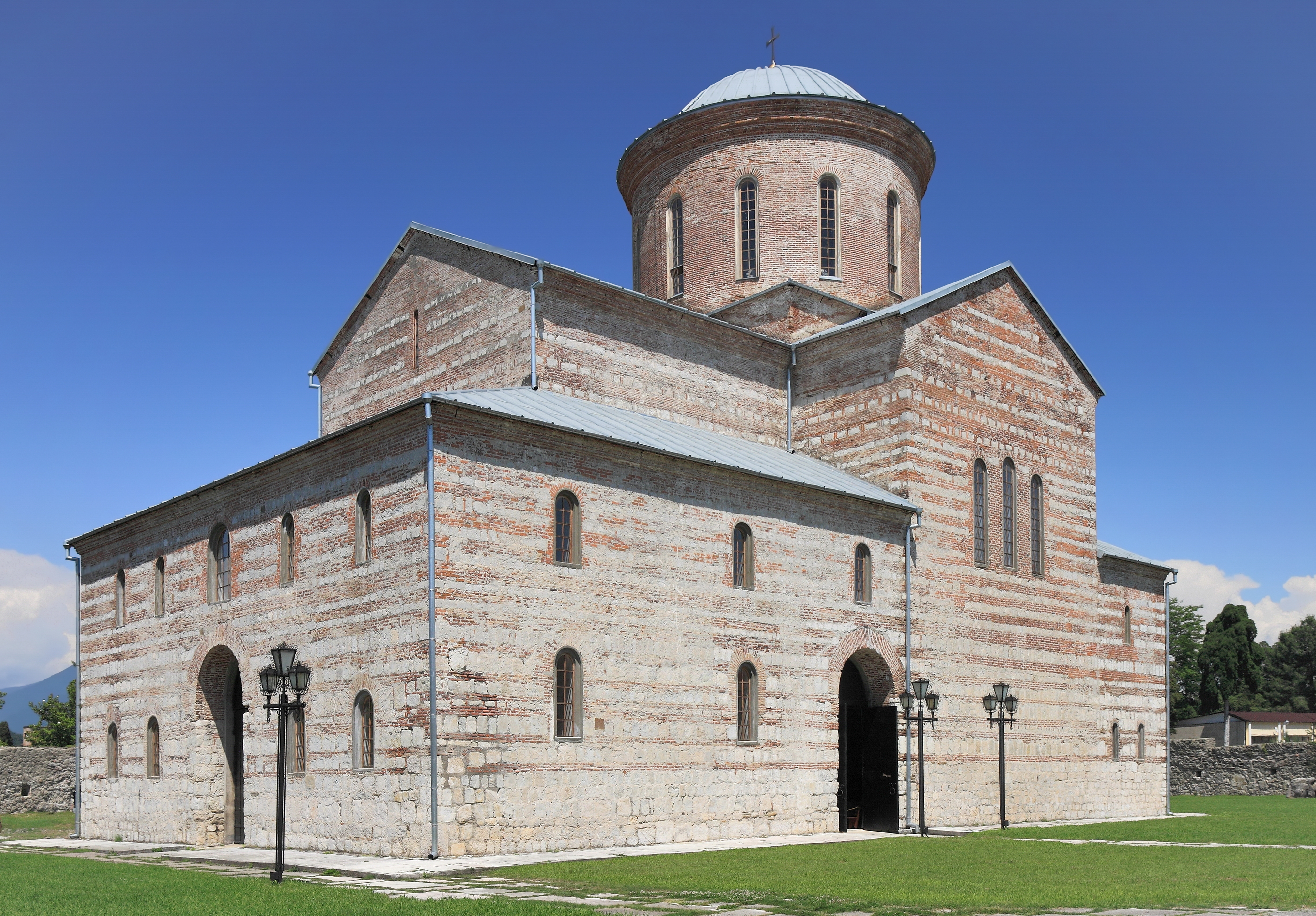
كاتدرائية بيتسوندا مقر الكنيسة الأبخازية الأرثوذكسية.

في 2 يوليو من عام 1810، اقتحمت القوات الروسية المنطقة خلال الحرب العثمانية الروسية (1806-1812) واستبدلت حاكم الإمارة أصلان بك بشقيقه المنافس له سيفير بك (1810-1821)، والذي اعتنق المسيحية وإتخذ اسم جورج. وانضمت أبخازيا إلى الإمبراطورية الروسية كإمارة مستقلة في عام 1810.
في عام 1814 تم حل كاثوليكوس أبخازيا، عندما استولت الكنيسة الروسية الأرثوذكسية على جميع الأبرشيات المحلية. والتي أصبحت جزءًا من الكنيسة الجورجية الأرثوذكسية في أعقاب سقوط نيقولا الثاني إمبراطور روسيا في عام 1917. وتقع الأبرشيات الأبخازية الأرثوذكسية ضمن الأراضي المعترف بها قانونًا تحت سلطة كنيسة الجورجية الأرثوذكسية من خلال أبرشية سوخومي أبخازيا. بعد حرب 1992-1993 في أبخازيا، اضطر الرجال الدين الجورجيين إلى الفرار من أبخازيا وفقدت الكنيسة الجورجية الأرثوذكسية السيطرة الفعلية على شؤون الكنيسة الأبخازية. وطُرد آخر الرهبان والراهبات الجورجيين، والمتمركزين في وادي كودوري، في أوائل عام 2009 بعد أن قاوموا ضغوطاً من السلطات الأبخازية لقطع الولاء عن الكنيسة الجورجية الأرثوذكسية. اتهمت الكنيسة الجورجية الأرثوذكسية الكنيسة الروسية الأرثوذكسية بالتدخل في شؤونها الداخلية، وبالتالي انتهاك القانون الكنسي الأرثوذكسي، من خلال التدريب وإرسال الكهنة إلى أبخازيا، ونشر ترجمات الأناجيل إلى اللغة الأبخازية وضم الممتلكات الجورجية الأرثوذكسيةفي أبخازيا. تدّعي الكنيسة الأرثوذكسية الروسية أن القساوسة الذين أرسلتهم يخدمون في أبخازيا بشكل مؤقت فقط بينما المؤمنين الأرثوذكس المحليين ليس لديهم اتصالات مع الكنيسة الجورجية الأرثوذكسية.
بعد الصراع الجورجي الأبخازي، فقدت الكنيسة الجورجية المستقلة السيطرة والولاية القضائية على ممتلكاتها في أبخازيا. ومع ذلك، فإن جميع الكنائس الأرثوذكسية، بما في ذلك الكنيسة الروسية الأرثوذكسية وبطريركية القسطنطينية المسكونية، تعترف بأبخازيا كجزء من الكنيسة الجورجية المستقلة. حيث في 15 سبتمبر من عام 2009 أعلنت قيادة أبرشية سوخومي أبخازيا أنها لم تعُد تعتبر جزءًا من الكنيسة الجورجية الأرثوذكسية، وأنها وستُعرف باسم الكنيسة الأبخازية الأرثوذكسية. طلب زعيمها فيساريون أبلا من الكنائس الروسية والجورجية الاعتراف في «الكنيسة الأبخازيَّة الأرثوذكسيَّة». وقال متحدث باسم البطريركية الجورجية إن قرار الانفصال عن الكنيسة الجورجية الأرثوذكسية اتخذته «مجموعة من المحتالين»، في حين أكدت الكنيسة الروسية الأرثوذكسية أنها ستستمر في النظر إلى أبخازيا كإقليم قانوني للكنيسة الجورجية. وفي 9 فبراير من عام 2011، نقلت الحكومة الأبخازية 38 كنيسة وكاتدرائية وأديرة إلى الكنيسة الأبخازية الأرثوذكسية.

### الوضع الحالي

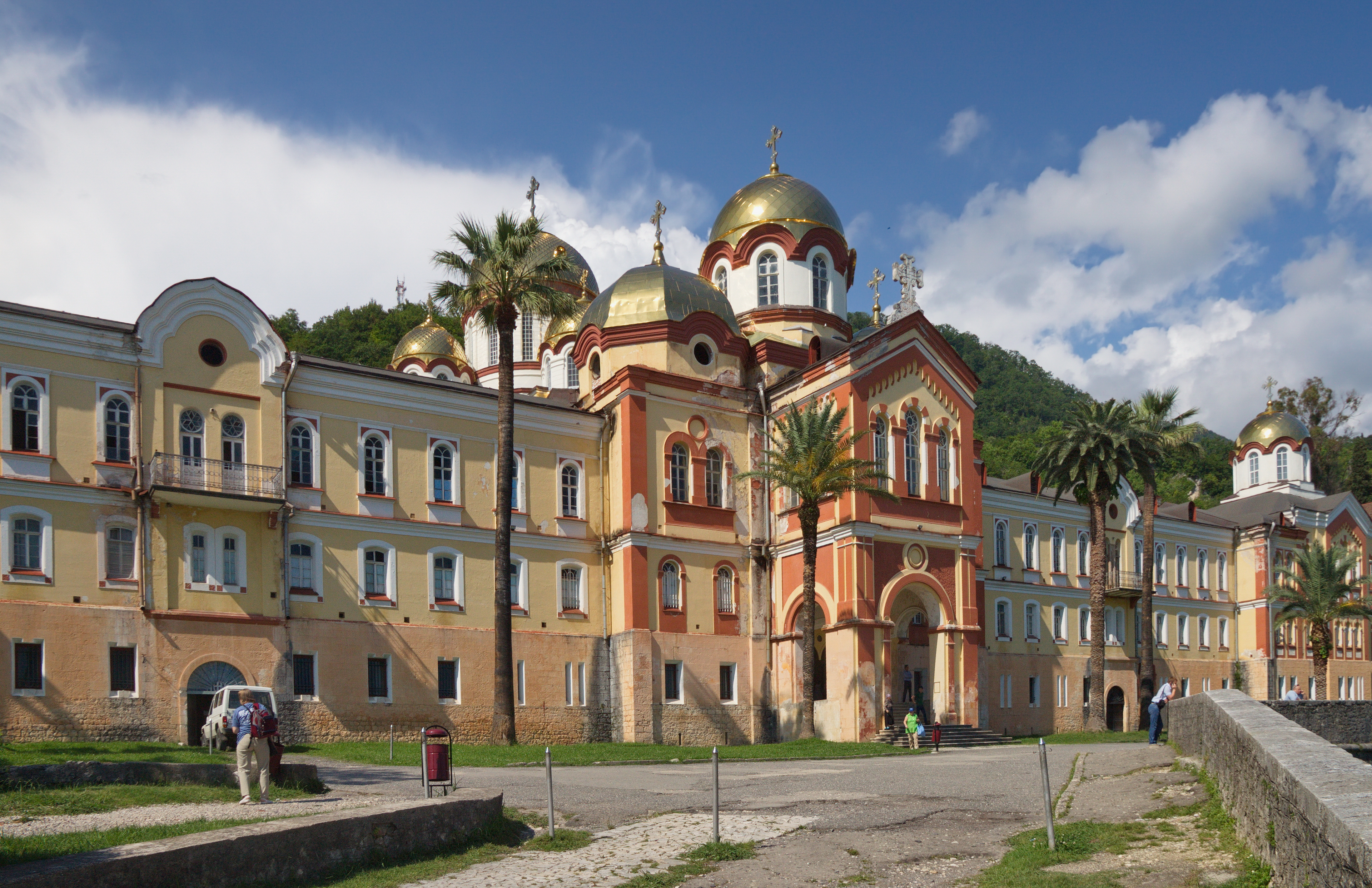
دير آثوس الجديدة في سوخومي.

وفقًا لدراسة عقدت في عام 2003 تبيّن أن 60% من أفراد العينة بأنهم مسيحيون. في حين وفقاً لمنظمة الأمم والشعوب غير الممثلة تُقدر نسبة أتباع الديانة المسيحية الأرثوذكسية بحوالي 75% من السكان. ويتبع معظم الأبخاز المسيحيَّة ديناً على مذهب الأرثوذكسية الشرقية ويتوزعون على الكنيسة الأبخازية الأرثوذكسية والكنيسة الجورجية الأرثوذكسية، تعمل الكنيسة الأبخازية الأرثوذكسية خارج التسلسل الهرمي الرسمي في الكنيسة الأرثوذكسية الشرقية ويقع مقرها في كاتدرائية القديس أندراوس في بيتسوندا، حيث أن جميع الكنائس الأرثوذكسية الشرقية تعترف في كون أبخازيا تابعة لاختصاص الكنيسة الجورجية الأرثوذكسية. فقدت الكنيسة الجورجية الأرثوذكسية الرقابة الفعالة على أبرشية سوخومي وأبخازيا بعد حرب 1992-1993 في أبخازيا، وقد أضطّر الكهنة الجورجيون إلى الفرار من أبخازيا. ولا تزال الكنيسة الجورجية الأرثوذكسية تحتفظ في هياكلها في المنفى، حيث أنّ الرئيس الحالي هو رئيس الأساقفة دانيال.
إلى جانب الكنيسة الجورجية الرسولية الأرثوذكسية؛ هناك تواجد هام لكنيسة الأرمن الأرثوذكس في البلاد ويصل عدد أتباعها إلى حوالي 45,00 وينتمي أغلبهم إلى العرقية الأرمنيَّة، ويشكلون حوالي 20% من مجمل سكان أبخازيا. ويعد الإسلام ثاني أكثر الديانات انتشاراً بين السكان مع حوالي 16%، يليهم أتباع الديانة الأبخازية الوثنية مع حوالي 8%، والملحدين واللادينيين مع حوالي 8%. الكنيسة الكاثوليكية في أبخازيا هي ثالث أكبر طائفة مسيحية وتتكون في الغالب من الأرمن والبولنديين والمغتربين الذين يعيشون في أبخازيا. ليس للكرسي الرسولي علاقات دبلوماسية مع أبخازيا، ولكنه تمت زيارتين رفيعتي المستوى من السفير الرسولي للبلاد.

## معرض صور

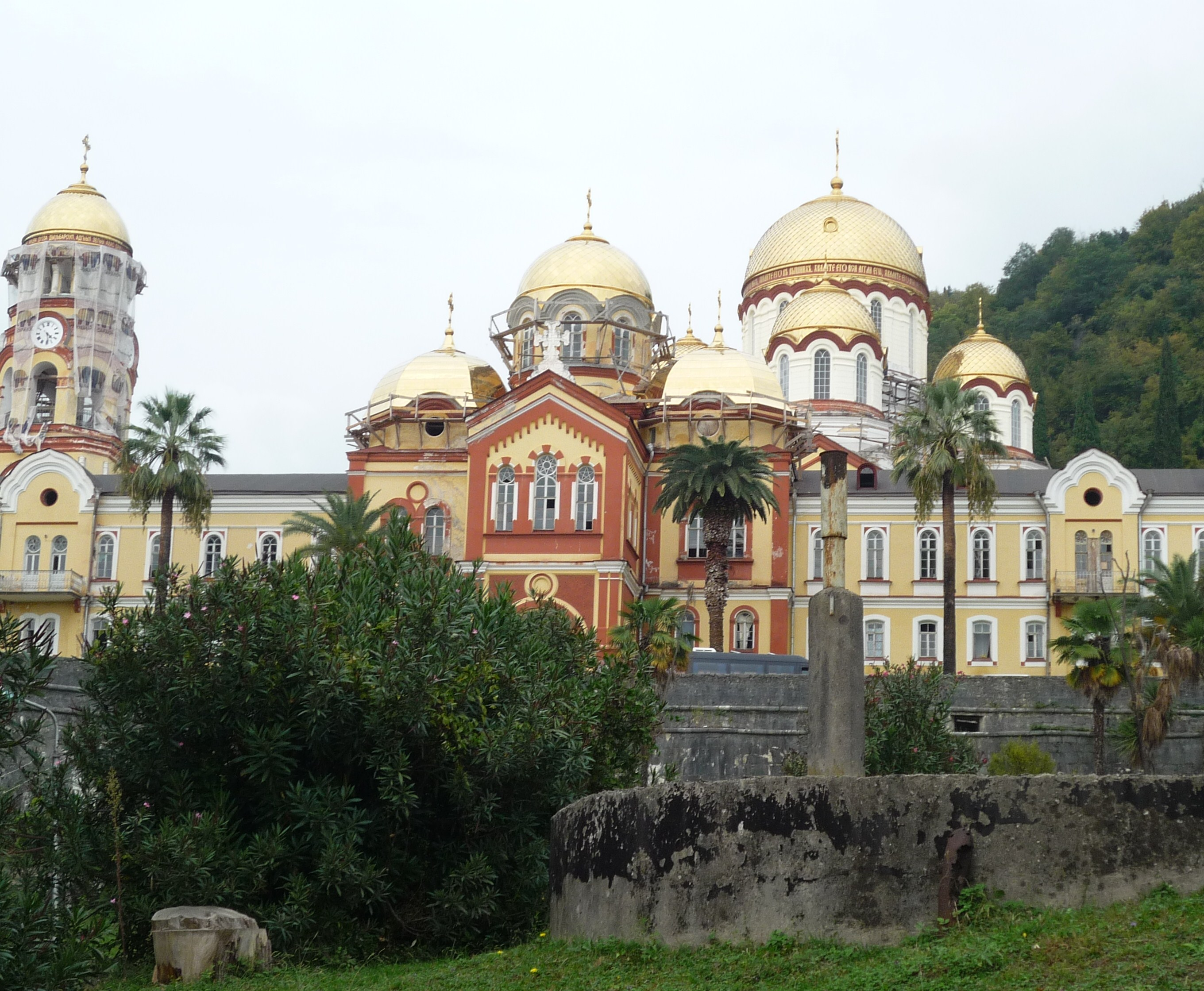
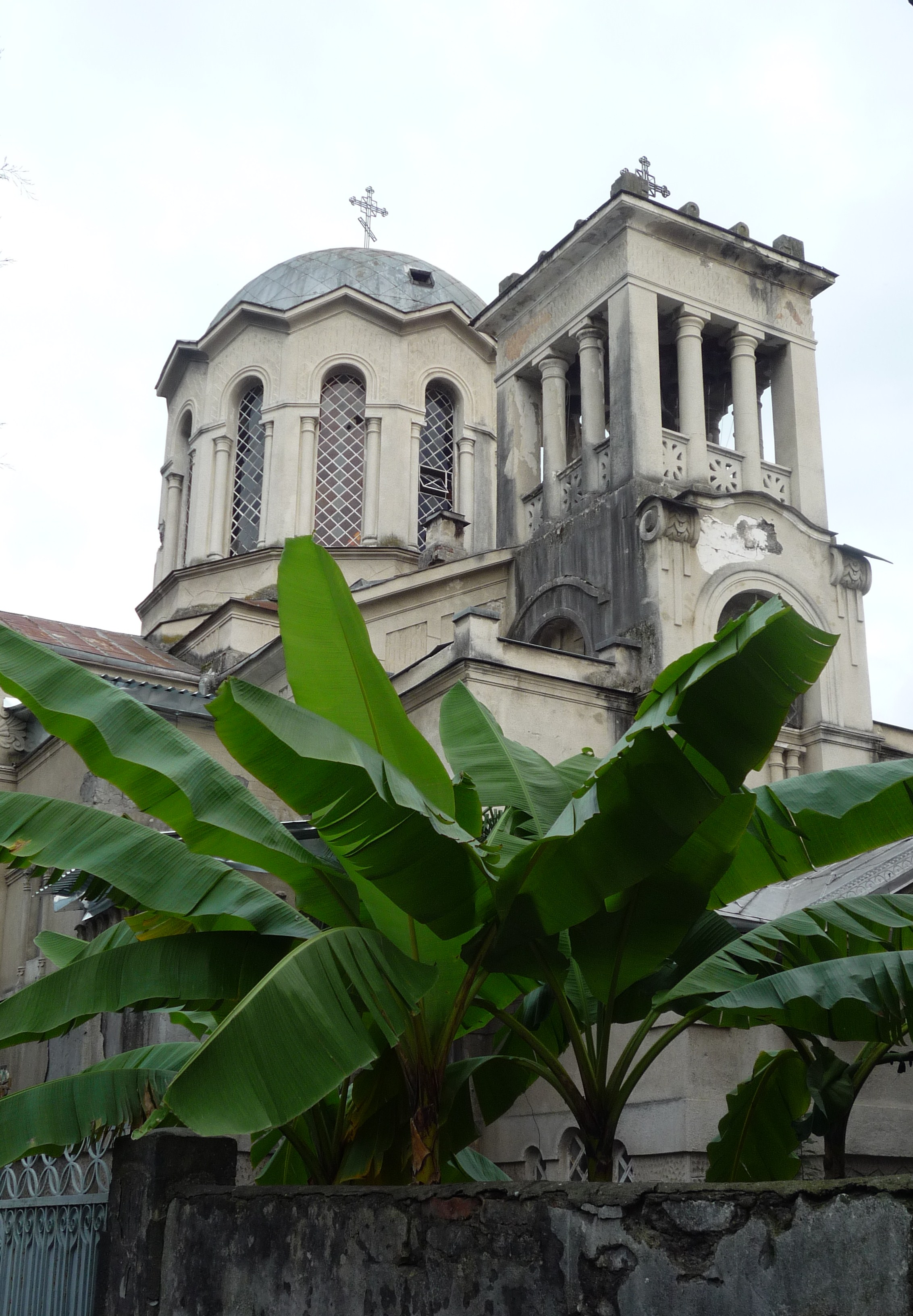
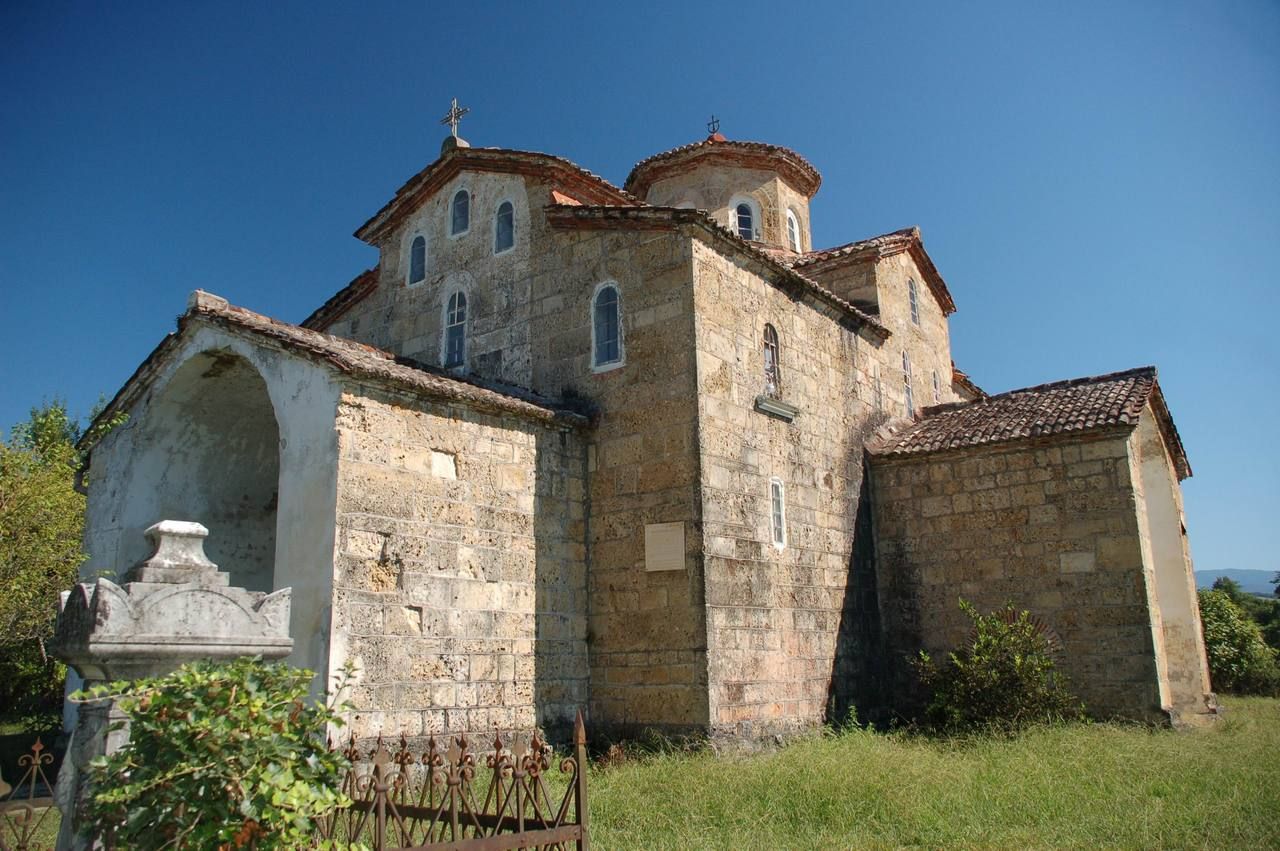
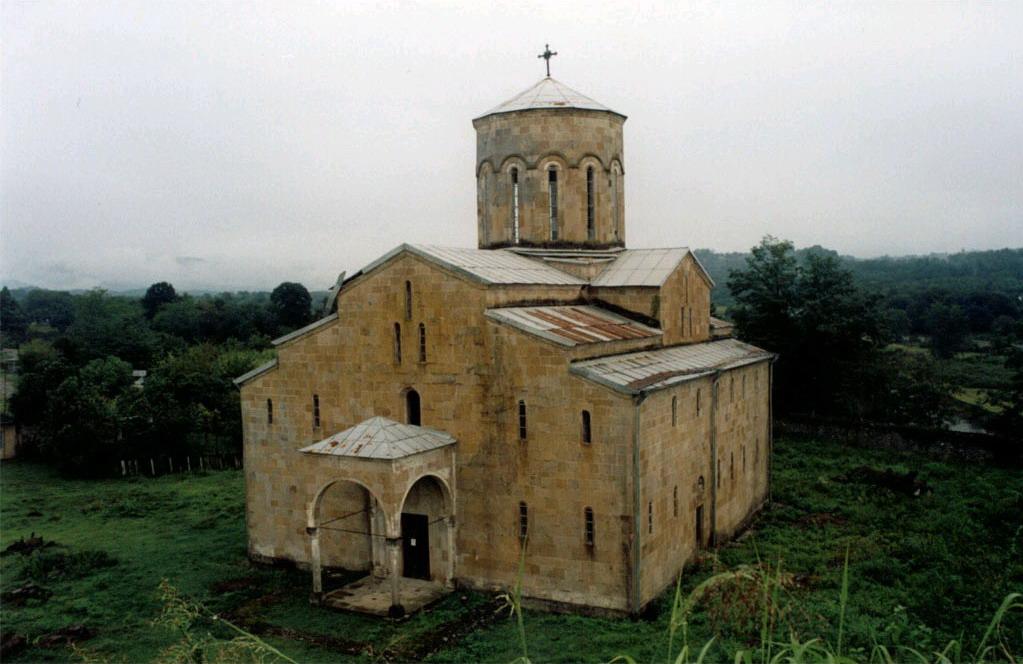
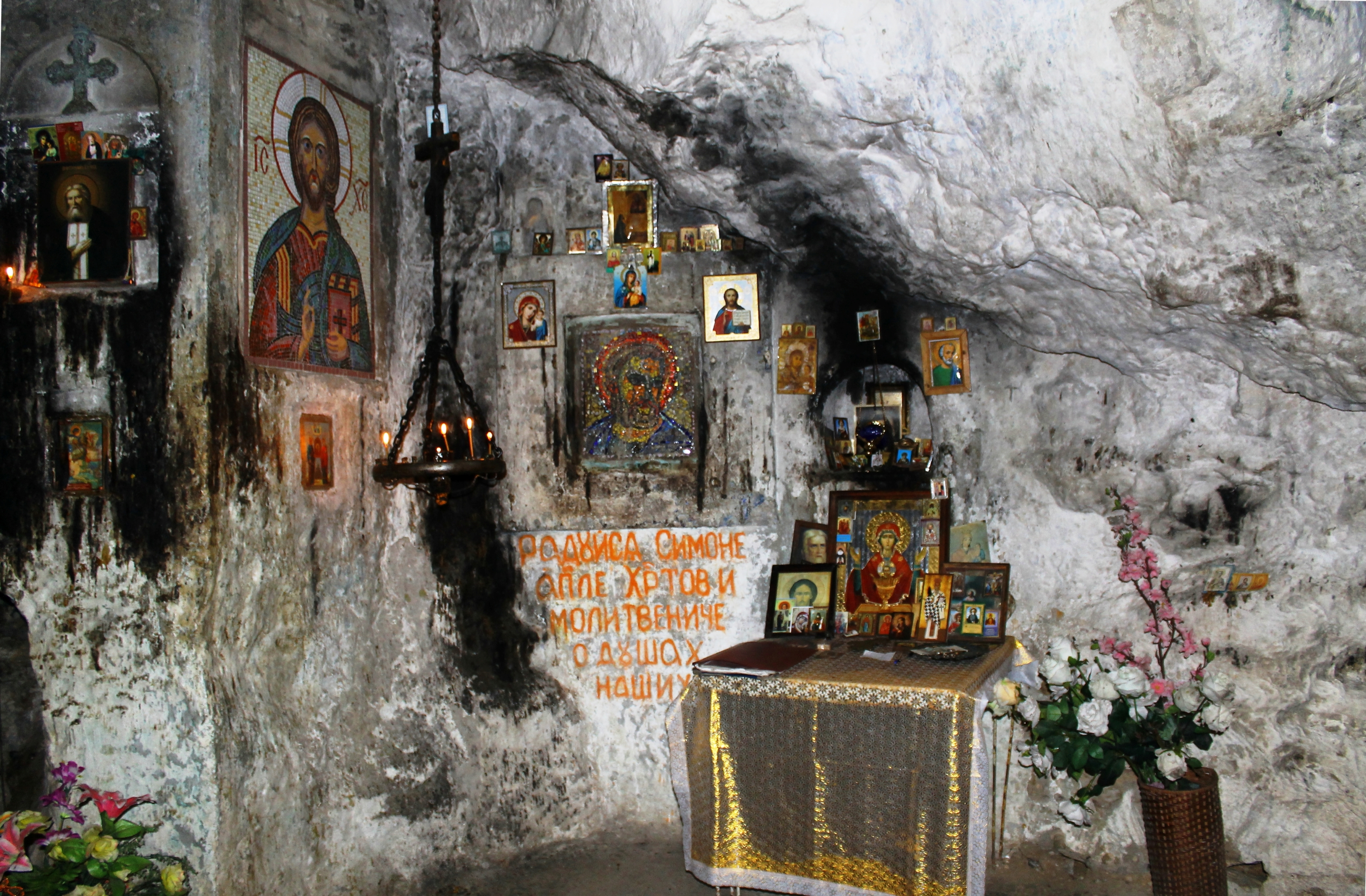